# Восход над Гангом
«Восход над Гангом» — советско-индийский фильм 1975 года режиссёра Латифа Файзиева.

## Сюжет
- По поэме «От Ганга до Кремля» таджикского писателя Мирзо Турсун-заде.

Богатый индийский раджа Чандр в поисках истины и душевных терзаниях о бесправии людей приходит к искренней мысли, что простветительством можно достичь равноправия и общего блага, мирным путём без крови и насилия. Чандр передает свой дворец под школу для крестьянских детей. Но за свою деятельность и свободомыслие попадает в тюрьму и вскоре вынужден покинуть Индию. В скитаниях он вместе с другом Камалом находит приют в горном таджикском кишлаке, где Камал влюбляется в горянку Гульнор, а Чандр находит единомышленников…

## В ролях
- Виктор Соцки-Войническу — Чандр
- Д. Баронов — Мирсаид
- Кэти Мирза — Битола
- Сороджон Сабзалиева — Гульнор
- Валентина Титова — Мери
- Т. Гоур — Муну
- Мирче Соцки-Войническу — Камал
- Алим Ходжаев — Мондип
- Рашид Махмуд-заде — Аббас
- Д. Уразова — Турамо
- Назаршо Гульмамадов — Гафур
- Раджабали Хусейнов — Бхатанария
- Болот Бейшеналиев — Маматкул
- Любовь Жёлтикова — Наташа
- Асли Бурханов — есаул-баши
- Хабибулло Абдуразаков — Асаншо
- Игорь Дмитриев — Майклсон-младший
- Александр Барушной — Майклсон
- Тургун Азизов — эмир
- Омир Нагиев — Никхелеш
- Исфандиер Гулямов — гончар
- Уктам Лукманова жена бая
- Владимир Басов — эпизод
- Тамара Логинова — эпизод
- Латиф Файзиев — эпизод
- Павел Кашлаков — эпизод
- Фуркат Файзиев — эпизод
- Дильбар Умарова — эпизод
- Нозукмо Шомансурова — эпизод
- Махамадали Мухамадиев — эпизод
- Айбарчин Бакирова — эпизод

## Критика
Несомненно, фильм «Восход над Гангом» — важная веха в истории таджикского кино. Несмотря на все сложности, в фильме удалось поэтично правдиво отобразить идеи гуманизма, братства и свобод которыми пронизаны поэмы М. Турсун-заде. Кинокартина по достоинству принята широкой общественностью, а для таджикской кинематографии является ещё одной важной ступенью дальнейшего роста.— журнал «Памир», 1977